# Luigi Bernasconi
Giuseppe Luigi Bernasconi, född 3 maj 1909 i Sils im Engadin i Graubünden i Schweiz, död 1 april 1970 i Sankt Moritz i Graubünden, var en italiensk backhoppare. Han var med i de olympiska vinterspelen i Sankt Moritz 1928 i backhoppning där han kom på 33:e plats.